# Kistormás, Tolna
Kistormás  este un sat în districtul Szekszárd, județul Tolna, Ungaria, având o populație de 352 de locuitori (2011). 

## Demografie
Componența etnică a satului Kistormás
     Maghiari (94,72%)
     Romi (5,28%)
Componența confesională a satului Kistormás
     Romano-catolici (39,2%)
     Fără religie (18,75%)
     Reformați (4,83%)
     Luterani (1,14%)
     Necunoscută (36,08%)
Conform recensământului din 2011, satul Kistormás avea 352 de locuitori. Din punct de vedere etnic, majoritatea locuitorilor (94,72%) erau maghiari, cu o minoritate de romi (5,28%). Nu există o religie majoritară, locuitorii fiind romano-catolici (39,2%), persoane fără religie (18,75%), reformați (4,83%) și luterani (1,14%). Pentru 36,08% din locuitori nu este cunoscută apartenența confesională.